# Zagella sinadoneura
Zagella sinadoneura is een vliesvleugelig insect uit de familie Trichogrammatidae. De wetenschappelijke naam is voor het eerst geldig gepubliceerd in 2005 door Hu & Lin.